# Laura Mylotte
Laura Mylotte, née le 5 août 1975 à Birmingham, est une joueuse de squash représentant l'Irlande. Elle atteint, en novembre 2007, la 43e place mondiale sur le circuit international, son meilleur classement. Elle est championne d'Irlande en 2005 et 2016,.

## Palmarès

### Titres
- Championnat d'Irlande : 2 titres (2005, 2016)

### Finales
- Championnats d'Europe par équipes : 2 finales (2012, 2013)